# 葛倫·斯圖爾特·戈德溫
葛倫·斯圖爾特·戈德溫（Glen Stewart Godwin，1958年6月26日—）是美國聯邦調查局十大通緝要犯之一。他因謀殺而被判處26年有期徒刑，后因越獄而遭到通緝。

## 謀殺案
1980年8月3日，加州老鷹山的居民在一輛被棄置於沙漠且遭到炸毀的輕型卡車中發現一具屍體，兇手是想以爆炸來消滅證據與屍體。死者是一名毒販，死因是利器致死，身上被砍了將近36刀。戈德溫隨即被控以一級謀殺罪，他與他的室友小法蘭克·索托（Frank Soto, Jr）計劃行搶受害者。戈德溫在所住的棕櫚泉沒有任何犯罪記錄，職業是推銷員、建築工人與技工。他們將受害者引進兩人住的公寓後對他施以拳腳，最後被兩人用刀砍死。然後他們將屍體裝上卡車後棄置在沙漠中，並企圖用炸彈消滅證據。警方對兩人控以一級謀殺罪，戈德溫在1982年時被判處26年有期徒刑，而索托則是25年。

## 越獄
戈德溫在1987年時因企圖越獄而被移監至加州的福爾松監獄，該監獄以防備森嚴聞名。然而在妻子雪莉·戈德溫（Shelly Godwin）與前獄友洛倫茨·卡爾利奇（Lorenz Karlic）的協助下，戈德溫成功從福爾松越獄。雪莉與卡爾利奇偷偷將鋼鋸等器具送進福爾松監獄裡，讓戈德溫得以剪破鐵絲網逃進下水道裡，並藉兩人預藏的木筏與路標前進750英呎後自人孔蓋逃逸。1987年6月，卡爾利奇因協助戈德溫越獄而被逮捕。雪莉則是在1988年1月時因協助丈夫越獄成為通緝犯，後在1990年2月7日時在德州達拉斯被聯邦調查局探員逮捕。

## 再次越獄
戈德溫越獄後隨即潛逃至墨西哥，在那裡他試著從事販賣古柯鹼的工作，但沒有成功。後來他因涉嫌在巴亞爾塔港走私毒品而在瓜達拉哈拉被墨西哥警方逮捕，並判處在普恩特格蘭德監獄接受7年6個月的有期徒刑。然而就在美國執法當局正進行他的引渡手續時，戈德溫在牢裡殺了一名當地的販毒集團成員，並隨即遭到起訴。這次起訴拖延了美國方面的引渡手續，也為戈德溫的第二次越獄爭取到足夠時間。1991年9月，戈德溫自普恩特格蘭德監獄越獄，展開逃亡。至今仍未被逮捕。
曾有線報指出戈德溫曾在1997年時出現在加州，並極力隱藏自己的行踪。因為聯邦調查局已在1996年12月7日時將他列入十大通緝要犯之中。聯邦調查局相信他正在拉丁美洲某處使用化名進行毒品貿易。由於他的高度危險及可能持有武器，聯邦調查局還對他發出10萬美元的懸賞，給那些提供有用線索的線民。

## 外部連結
- 聯邦調查局十大通緝要犯中戈德溫的檔案 （页面存档备份，存于）（英文）